# Expedição Nacional Antártica Escocesa

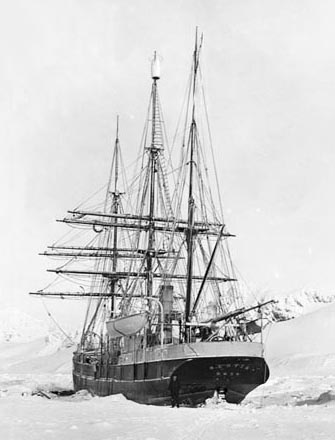
Scotia, o navio da expedição no gelo na Ilha Laurie, Ilhas Órcades do Sul (1903–04)

A Expedição Nacional Antártica Escocesa (ENAE), 1902–04, foi uma expedição à Antárctida organizada e liderada por William Speirs Bruce, um naturalista e antigo estudante de Medicina da Universidade de Edimburgo. Embora na sombra, em termos de prestígio, em relação a Robert Falcon Scott, seu concorrente na Expedição Discovery, a ENAE realizou um programa completo de exploração e pesquisa científica. Os seus objectivos incluíam a instalação de uma estação meteorológica habitada, a primeira no território antártico, e a procura de novas regiões a leste do Mar de Weddell. A grande colecção de espécimenes biológicos e geológicos recolhidos nesta expedição, juntamente com outros exemplares de anteriores viagens de Bruce, deram origem ao estabelecimento do Laboratório Oceanográfico da Escócia, em 1906.
Bruce passou a maior parte da década de 1890 a efectuar expedições à Antártida e ao Árctico e, em 1899, era o cientista britânico com mais experiência nas regiões polares. Em Março desse ano, candidatou-se à ‘’Expedição Discovery’’; no entanto, a sua proposta de alargar o campo de trabalho da expedição ao sector do Mar de Weddell, utilizando para o efeito um segundo navio, foi recusada por "rivalidade maliciosa" pelo presidente da Real Sociedade Geográfica (RSG), Sir Clements Markham. A ENAE foi apoiada e financiada pela Real Sociedade Geográfica Escocesa.
A expedição foi caracterizada como "de longe, a expedição científica mais eficiente, em termos de custos, e a melhor planeada da Idade Heroica", Apesar desta descrição, Bruce não recebeu honras oficiais do Governo Britânico, e os membros da expedição não tiveram direito à prestigiosa Medalha Polar, apesar de fortes pressões para tal. Depois da ENAE, Bruce nunca mais liderou outras expedições à Antártida, embora tenha efectuado várias viagens ao Árctico. O facto de Bruce se concentrar mais no trabalho científico – cada vez mais forma de moda - em vez de ter como objectivos os de Scott, Shackleton ou Amundsen, depressa caíram no esquecimento entre o público. O memorial permanente da ENAE é a estação meteorológica das Orcadas, o qual foi construído em 1903 como "Omond House" (Casa de Omond) na Ilha Laurie, Ilhas Órcades do Sul, e tem estado a operar desde então.

## Antecedentes

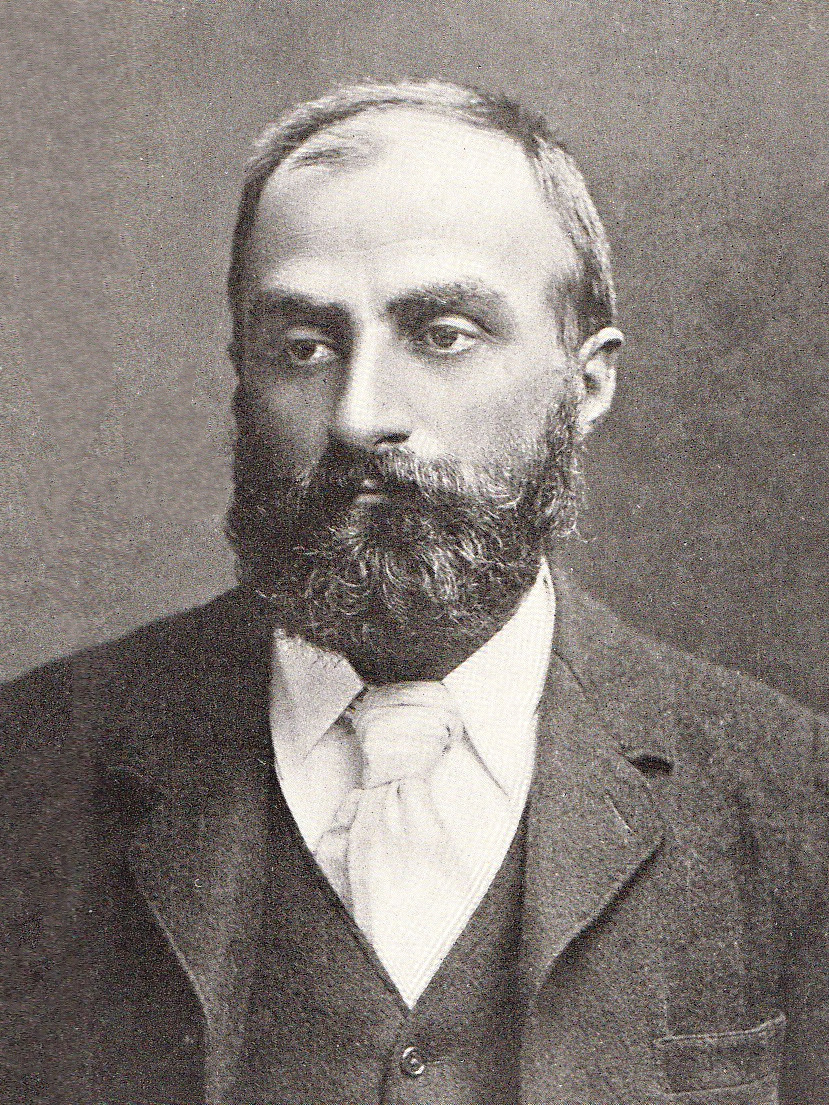
William Speirs Bruce, líder da ENAE.

Durante os seus anos de estudante, Bruce adquiriu os seus conhecimentos de ciências naturais e oceanografia frequentando cursos de Verão leccionados por professores distintos como Patrick Geddes e John Arthur Thomson. Também trabalhou, como voluntário, com o oceanógrafo Dr. John Murray, a classificar espécimenes durante a Expedição Challenger. Em 1892, Bruce abandonou os seus estudos em Medicina, e embarcou numa viagem à Antártida num navio baleeiro, o Balaena, na Expedição Baleeira Dundee (1892-93). No seu regresso, começou a organizar a sua própria expedição à Geórgia do Sul, afirmando que "a experiência por que passei tornou-me ávido ", mas não conseguiu obter fundos financeiros. Passou, então, a trabalhar numa estão meteorológica no topo do Ben Nevis, antes de se juntar à Expedição Jackson–Harmsworth ao Árctico, à Terra de Francisco José como assistente científico. Entre 1897 e 1899, fez mais viagens àquela região, a Spitsbergen e a Nova Zembla, primeiro numa viagem privada organizada pelo Major Andrew Coats e, mais tarde, como cientista no navio de pesquisa do Árctico, Princess Alice. Este navio pertencia ao príncipe Alberto do Mónaco, um oceanógrafo de renome que se tornou amigo e apoiante de Bruce.
Depois de regressar do Árctico, em 1899, Bruce enviou uma longa carta para a Real Sociedade Geográfica (RSG), em Londres, candidatando-se a um lugar na equipa científica na grande expedição Antártica (mais tarde conhecida como Expedição ‘’Discovery’’), que a RSG estava a organizar. Pela sua experiência recente, "era improvável que houvesse outra pessoa nas Ilhas Britânicas, naquele momento, com melhores qualificações". A carta de Bruce, que detalhava as suas qualificações mais relevantes, foi recebida mas só teve resposta um ano depois. Nessa altura, Bruce já ambicionava mais do que um lugar de assistente na equipa científica da expedição. Propôs que a expedição tivesse outro navio, financiado, à parte, por organizações escocesas, que trabalhariam no mar de Weddell, enquanto que o navio principal estaria no mar de Ross. Esta proposta foi caracterizada pelo presidente da RSG, Sir Clements Markham, como "maliciosa" e, após uma troca de correspondência pouco amigável, Bruce resolveu prosseguir de forma independente. Desta forma, nasceu a ideia de uma expedição Nacional Antártica Escocesa. Bruce tinha o apoio da abastada família Coats, que estavam preparados para apoiar financeiramente uma expedição escocesa sob a sua liderança. No entanto, a consequência desta nova situação foi a definitiva guerra com Markham.

## Preparação da expedição

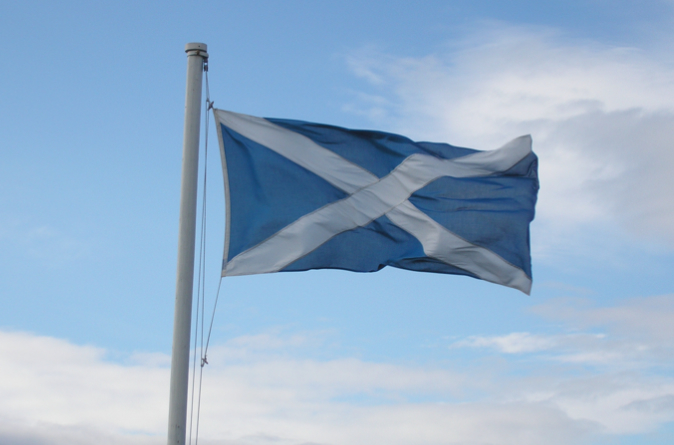
Cruz de Santo André na bandeira da Escócia, o símbolo da expedição

### O navio da expedição,Scotia
No Outono de 1901, Bruce adquiriu um baleeiro norueguês, Hekla,pelo montante de 2620 libras (cerca de 210 000 a preços de 2012). Durante os meses seguintes, o navio foi totalmente reconstruído como navio de pesquisa antártico, com dois laboratórios, uma câmara escura e diverso equipamento especializado. Foram embarcados dois cilindros de cabos, cada um com 6000 braças, para permitir a recolha de espécies marinha de grande profundidade. Foi, também, instalado equipamento para medição da profundidade, recolha de água do mar e de amostras do fundo do mar, e para observações meteorológicas e magnéticas. O casco do navio foi fortemente reforçado para aguentar a pressão do gelo antártico, e a embarcação recebeu mais mastros e motores auxiliares. Todas estas mudanças aumentaram o custo do navio para 16 700 libras (cerca de 1 340 000 libras a preços de 2012), sendo, contudo, financiado pela família Coats que, no conjunto, entregou 30 000 libras, para um total previsto de 36 000 libras. Agora designado por Scotia, a embarcação estava pronta para efectuar testes de navegabilidade, em Agosto de 1902.

### Membros da expedição
A equipa científica da expedição consistia de seis elementos, incluindo Bruce. O zoólogo era David Wilton que, tal como Bruce, tinha feito parte da Expedição Jackson-Harmsworth. Wilton tinha ganho experiência em esqui e viagens de trenó quando viveu, por vários anos, no norte da Rússia. Robert Rudmose Brown, da Universidade de Dundee, e antigo assistente no Departamento de Botânica do British Museum, era o botânico do grupo. O Dr. James Harvie Pirie, que fez parte da Challenger, liderada por John Murray, era o geólogo, o bacteriologista, e o médico da expedição. Robert Mossman realizou trabalhos na área da meteorologia do magnetismo, e Alastair Ross, estudante de Medicina, era o taxidermista.
Bruce escolheu Thomas Robertson para capitão do Scotia'. Robertson tinha vasta experiência tanto no Árctico como na Antártica, tendo comandado o navio baleeiro Active na Expedição Baleeira de Dundee. Os restantes 25 oficiais e marinheiros, que assinaram um contrato por três anos, eram todos escoceses com experiência de navegação em águas geladas na caça à baleia.

### Objectivos
Os objectivos da expedição foram publicados na revista Scottish Geographical Magazine e no Geographical Journal da RSG, em Outubro de 1902. Incluíam a instalação de uma estação de Inverno "tão perto do Polo Sul quanto possível"; pesquisa do fundo do mar e outras explorações do Oceano Antártico; observações regulares e pesquisas meteorológicas, geológicas, biológicas, topográficas e físicas. O carácter marcadamente escocês da expedição foi expresso no The Scotsman pouco antes da partida: "O líder e todos os membros científicos e navais da expedição são escoceses; os fundos foram reunidos, na sua maioria, neste lado da fronteira; é o resultado de um esforço voluntário e, contrariamente àquela expedição que também vai explorar a Antártida, em simultâneo, esta nada deve ao Governo".

## Expedição

### Primeira viagem, 1902–03
O Scotia saiu de Troon, Escócia, no dia 2 de Novembro de 1902. Na sua viagem para sul, fez escala no porto irlandês de Dún Laoghaire, no Funchal, Madeira e em Cabo Verde,  e tentou desembarcar, sem sucesso, no pequeno arquipélago de St Paul’s Rocks. Esta tentativa de desembarque quase que custava a vida do geólogo e do médico da expedição, James Harvie Pirie, que escapou por pouco a um ataque de tubarões quando saltava para terra. O Scotia chegou a Port Stanley, nas Ilhas Falkland, a 6 de Janeiro de 1903, onde se reabasteceu para a viagem até à Antártida.

Ilhas Órcades do Sul

A 26 de Janeiro, o Scotia seguiu o seu caminho até às águas antárticas. Quando lá chegaram, a 3 de Fevereiro, encontraram placas de gelo flutuante muito compactas a 40 km a norte das Ilhas Órcades do Sul, forçando o navio a um desvio. No dia seguinte, o Scotia conseguiu seguir para sul, de novo, e desembarcou um pequeno grupo de homens na Ilha Saddle, onde recolheram um grande número de espécimenes botânicos e geológicos. As condições do gelo impediram o progresso da expedição até 10 de Fevereiro, continuando para sul a partir desta data, "navegando à vela a sete nós". A 17 de Fevereiro encontravam-se a 64°18′S, e cinco dias depois a 70°S, já no Mar de Weddell. Pouco depois, com a formação de novo gelo a ameaçar o navio, Robertson dirigiu-se para norte, chegando a uma latitude de 70°25′S.
Não conseguindo encontrar terra, tinham que decidir onde passar o Inverno. A decisão era urgente pois a água do mar depressa iria congelar, com o risco do navio ficar preso. Bruce decidiu voltar para as Ilhas Órcades do Sul e encontrar um sítio para ancorar. Contrariamente ao seu plano, que previa passar o Inverno o mais a sul possível, as Ilhas Órcades do Sul ficavam a mais de 3200 km do Polo Sul, mas apresentavam vantagens para ali ancorar. O pequeno período durante o qual o navio ficaria preso no gelo, permitiria a recolha de material biológico, no início da Primavera, em particular de rochas do fundo do mar. As ilhas também estavam bem situadas para instalar uma estação meteorológica — a relativa proximidade à América do Sul abria a perspectiva de estabelecer uma estação de forma permanente.

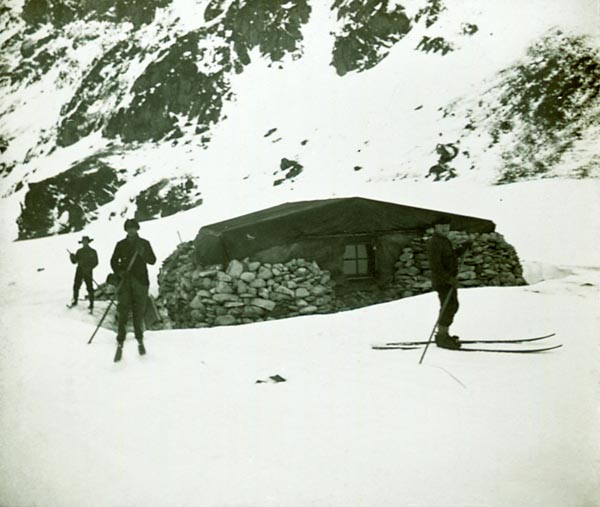
"Omond House"

Demoraram cerca de um mês a chegar às ilhas. Depois de várias tentativas mal-sucedidas para encontrar um local para ancorar, e com o leme seriamente danificado pelo gelo, o navio, finalmente, encontrou uma baía de abrigo na costa sul da ilha Laurie, a ilha situada mais a leste da cadeias das Órcades do Sul. A 25 de Março, o navio ancorou em segurança, ficando a cerca de 400 m costa. Rapidamente transformaram o navio num abrigo de Inverno, com os motores desmontados, as caldeiras vazias e uma lona a cobrir o convés. Seguidamente, Bruce definiu um programa de trabalho que incluía observações meteorológicas, recolha de amostras marinhas e botânicas e a recolha de espécimenes geológicos e biológicos. O principal trabalho efectuado neste período foi a construção de um edifício em pedra a que deram o nome de "Omond House", homenageando Robert Omond, director do Real Observatório de Edimburgo e apoiante da expedição. O fim deste edifício era servir de alojamento ao grupo que ficariam na Ilha Laurie para trabalhar no laboratório meteorológico. O edifício foi construído com materiais locais utilizando alvenaria seca com um telhado improvisado feito de camadas de lona. A estrutura tinha 6 m de comprimento por 6 m de largura, com duas janelas, e podia abrigar seis pessoas. Rudmose Brown escreveu: "Considerando que não temos argamassa e ferramentas de construção, é uma casa bonita e duradoura. Acho que se vai manter de pé durante um século...".
De um modo geral, o grupo conseguiu-se manter a sua saúde a um nível excelente. A excepção foi o engenheiro do navio, Allan Ramsay, que tinha tido problemas de coração na viagem às Falklands. Preferiu continuar na expedição, mas o seu estado foi piorando à medida que o Inverno se instalava. Morreu a 6 de Agosto, sendo sepultado na ilha.
Na mudança de estação, o nível de actividade aumentou, e realizaram-se muitas viagens de trenó, incluindo algumas a ilhas na proximidade. Foi construída uma cabana de madeira para observações magnéticas, e instalado um marco de 2,74 m, no qual foi hasteada a bandeira do Reino Unido e a da Escócia. O Scotia ficou de novo navegável, mas continuou cercado pelo gelo durante Setembro e Outubro; só a 23 de Novembro é que, com a ajuda de ventos fortes, se conseguiu soltar do gelo. Quatro dias mais tarde partiu para Port Stanley, deixando um grupo de seis homens comandados por Robert Mossman, em Omond House.

### Buenos Aires, 1903–04

Mapa da ilha Laurie com a localização da Base Orcadas, ex-Omond House

A 2 de Dezembro, a expedição chegou a Port Stanley, onde receberam as primeiras notícias do mundo exterior. Depois de uma semana de descanso, o Scotia partiu para Buenos Aires, onde foi reparada e reabastecida para mais um período de trabalho. Bruce foi tratar de negócios à cidade; pretendia persuadir o Governo argentino a assumir a responsabilidade pela estação meteorológica da ilha Laurie após a partida da expedição. Durante a viagem a Buenos Aires, o Scotia encalhou no estuário do Rio de la Plata, onde ficou imobilizado por vários dias antes de se libertar, e de ser rebocado para um porto a 24 de Dezembro.
Durante as quatro semanas que se seguiram, enquanto o navio estava numa doca seca, Bruce esteve em negociações com o governo argentino sobre o futuro da estação meteorológica. Teve o apoio do ministro britânico residente, do cônsul britânico e do Dr. W. G. Davis, que era o director do Gabinete Argentino de Meteorologia. Quando o Gabinete de Relações Exteriores da Commonwealth foi contactado por cabo, os britânicos não se opuseram à proposta. A 20 de Janeiro de 1904, Bruce assinou um acordo que estabelecia que três técnicos da Argentina iriam à estação de Laurie para aí trabalhar durante um ano, sob a supervisão de Robert Mossman, como primeira fase de um contrato anual. Posteriormente, entregou a Omond House building, o seu mobiliário, provisões e todo o equipamento meteorológico, ao Governo argentino. A estação, que mudou de nome para Base Orcadas, continua a funcionar desde essa altura, tendo sido feitas obras de ampliação por diversas vezes.
Alguns dos membros da tripulação original foram-se embora durante o período em que estiveram em Buenos Aires, alguns devidos a doença, e um devido ao seu comportamento disciplinar; para os substituir, foram recrutados elementos locais. O Scotia partiu para a ilha Laurie a 21 de Janeiro, onde chegou a 14 de Fevereiro. Uma semana mais tarde, depois de o grupo meteorológico ter sido instalado (que seria substituído um ano depois pelo navio argentino Uruguay), o Scotia rumou para a sua segunda viagem ao mar de Weddell.

### Segunda viagem, 1904

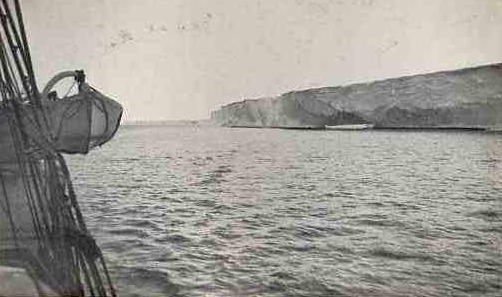
A costa da Terra de Coats, descoberta por esta expedição, em Março de 1904, fotografada em 1915 pela expedição de Ernest Shackleton.

O Scotia rumou em direcção a sudeste, para as águas da zona leste do mar de Weddell, com tempo calmo. Não foi encontrado qualquer placa de gelo até à região a sul do Círculo Polar Antártico, e a sua viagem prosseguiu calmamente até que, a 3 de Março, as placas de gelo bloquearam o navio a 72°18’S, 17°59’W. Foi efectuada uma medição da profundidade pelo som, e encontravam-se a 1131 braças (cerca de 2000 m), o que era significativamente menos do que as 2500 braças (4500 m) que tinha sido a profundidade média até ao momento. Esta diminuição de valor significava que se estavam a aproximar de terra. Horas mais tarde, chegaram a uma barreira de gelo, que lhes bloqueou o progresso para sudeste. Nos dias seguintes, navegaram ao longo da barreira, para sul, mais de 241 km. Uma nova medição da profundidade revelou que se encontravam a 290 m, e que indicava que estavam bem perto de terra, por trás da barreira. Os limites desta terra começaram a tornar-se visíveis, e Bruce deu-lhe o nome de Terra de Coats homenageando os principais patrocinadores da expedição. Era o primeiro sinal positivo dos limites do mar de Weddell a uma latitude alta, sugerindo que o mar talvez fosse de menor dimensão do que suposto. Foi planeada uma viagem de trenó à Terra de Coats mas, devido ao estado do gelo do mar, Bruce desistiu da ideia.

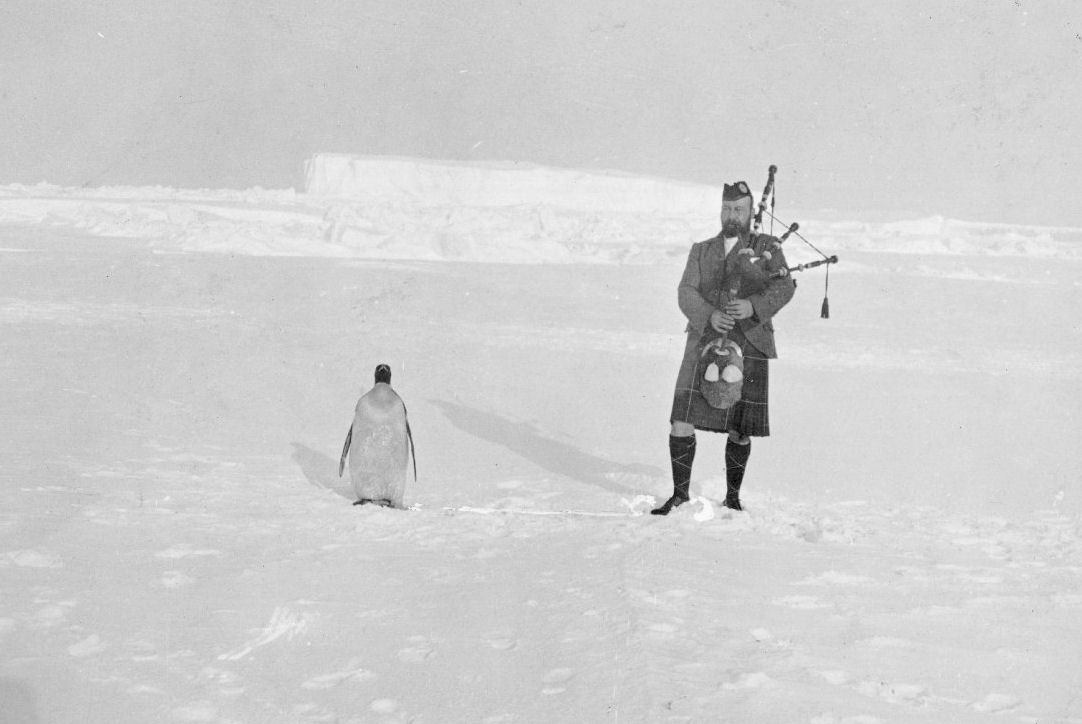
Gilbert Kerr toca gaita de foles ao lado de um pinguim, Março de 1904

A 9 de Março de 1904, o Scotia atingiu a latitude mais a sul de 74°01’S. Neste momento, o navio foi bem preso à placa de gelo, e esperava-se ficar bloqueados durante o Inverno. Foi durante este período de inactividade que o tocador de gaita de foles, Gilbert Kerr, foi fotografado a tocar para um pinguim. No entanto, a 13 de Março, o navio libertou-se do gelo e começou a dirigir-se lentamente para nordeste under steam. Nesta fase, a expedição, realizou um conjunto regular de medição da profundidade e recolha de amostras do fundo do mar de Weddell.
O Scotia rumou para a Cidade do Cabo por uma rota que o levou até à Ilha de Gonçalo Álvares (ilha Gough), uma pequena ilha vulcânica que nunca tinha sido explorada por uma equipa científica. A 21 de Abril, Bruce, e mais cinco membros, passaram um dia em terra a recolher espécimenes. O navio prosseguiu, então, para a cidade do Cabo onde chegou no dia 6 de Maio. Depois de mais trabalhos científicos na zona da Baía de Saldanha, o Scotia iniciou o regresso a casa 24 de Maio; as únicas paragens verificaram-se na ilha Santa Helena e Ilha de Ascensão.

## De regresso a casa
A expedição foi recebida com moderação em Clyde no dia 21 de Julho de 1904. Uma recepção mais formal teve lugar na Marine Biological Station, Millport, na presença de 400 pessoas, na qual John Murray leu um telegrama de felicitações do rei Eduardo VII. Bruce recebeu a Medalha de Ouro da Real Sociedade Geográfica Escocesa, e o capitão Robertson a Medalha de Prata.
Um dos principais resultados desta expedição foi a catalogação de mais de 1100 espécies de animais marinhos, dos quais 212 eram desconhecidos do mundo científico. No entanto, de Londres não houve qualquer reconhecimento, de onde, pela grande influência de Markham, o trabalho da expedição foi ignorado ou mesmo desprezado. Os seus membros não tiveram direito à tão cobiçada Medalha Polar que foi concedida aos membros da Expedição Discovery, quando aqueles regressaram a casa dois meses antes do Scotia. As Medalhas Polares também seriam entregues a cada uma das expedições de Sir Ernest Shackleton e à Expedição da Australásia na Antártica de Douglas Mawson. Bruce lutou durante anos pelo direito ao que ele considerava uma grave injustiça, contra o seu país e contra a sua expedição, mas sem sucesso. Algumas das reservas demonstradas pela instituição de Londres em relação à expedição, poderão dever-se ao nacionalismo escocês de Bruce reflectida na sua nota introdutória da história da expedição por Rudmose Brown, na qual ele diz: "Enquanto a Ciência era o talismã da Expedição, a Escócia foi estampada na sua bandeira; e pode ser que, na procura por servir a humanidade adicionando mais uma ligação à corrente dourada da ciência, também mostrámos que a nacionalidade da Escócia é um poder que deve ser tido em conta ".

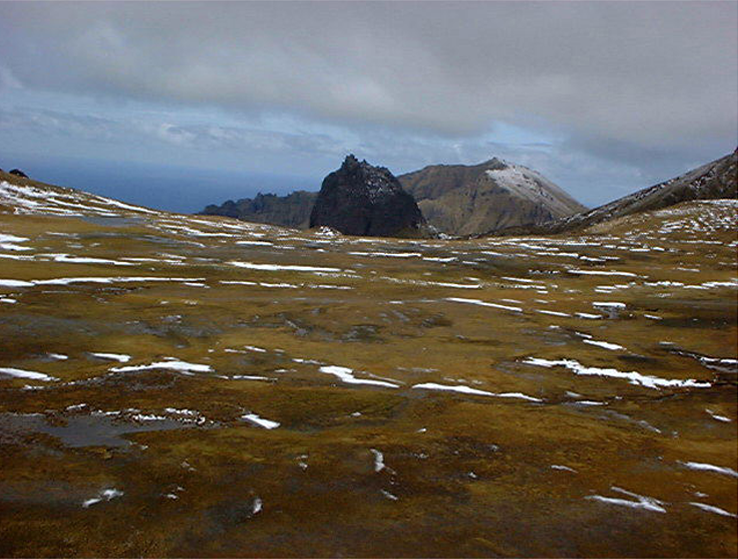
Ilha de Gonçalo Álvares visitada pela expedição no seu regresso do mar de Weddell; 1904 (fotografada em 2005 por Stephen Chown).

Um dos resultados da expedição foi ao estabelecimento do Laboratório Oceanográfico Escocês, por Bruce em Edimburgo, o qual foi inaugurado, formalmente, pelo Príncipe Alberto do Mónaco, em 1906. O Laboratório tinha vários fins: era um depósito de todos as espécies biológicas, zoológicas e geológicas recolhidas durante a expedição, e também das anteriores expedições de Bruce a ambos os pólos; era uma base onde os relatórios da Expedição eram elaborados; era um local de encontro dos exploradores polares — Nansen, Amundsen e Shackleton visitaram o Laboratório - e de planeamento para novas aventuras polares. De facto, embora Bruce tenha continuado a visitar o Árctico, por razões comerciais e científicas, nunca mais liderou outra expedição à Antártica, pois os seus planos para uma travessia transcontinental não tinham fundos financeiros. Os relatórios científicos da demoraram muitos anos a ser elaborados; muitos foram publicados entre 1907 e 1920, mas um dos volumes só seria editado em 1992. Foi efectuada uma proposta para converter o Laboratório em um Instituto Oceanográfico Nacional Escocês, mas sem sucesso, devido a dificuldades financeiras, e Bruce foi forçado a encerrá-lo em 1919. Morreu dois anos mais tarde com 54 anos.
Por esta altura, a expedição do Scotia tinha praticamente caído no esquecimento, mesmo na Escócia, e acabou por ficar na sombra das expedições seguintes, mais sensacionais e dramáticas, de Scott e Shackleton. A sua história é apenas referida em rodapé ou em nota, com pouco ênfase nas suas conquistas e resultados. Bruce não era um homem com carisma, tinha pouca apetência para relações públicas ("...tão espinhoso como o cardo escocês", de acordo com um amigo de longa data), e tinha uma queda para fazer inimigos. No entanto, nas palavras do oceanógrafo Tony Rice, a sua expedição realizou "um programa mais abrangente do que outras expedições antárticas anteriores ou contemporâneos".
O navio da expedição, Scotia, foi requisitado durante a Primeira Guerra Mundial, e prestou serviço como navio cargueiro. A 18 de Janeiro de 1916, incendiou-se, num banco de areia ao largo d Canal de Bristol. Cem anos mais tarde, em 2003, foi realizada uma expedição com uma versão mais moderna do Scotia, que utilizou informações recolhidas pela ENAE como base para analisar as alterações climáticas na Geórgia do Sul durante o último século. Esta expedição confirmou afirmou que a contribuição da expedição para o debate internacional sobre o aquecimento global, era uma prova da pesquisa pioneira da ENAE.